# Yau Ma Tei Typhoon Shelter
Yau Ma Tei Typhoon Shelter (kinesiska: 油麻地避風塘) är en ankarplats i Hongkong (Kina). Den ligger i den centrala delen av Hongkong.